# Edens lustgård och syndafallet
Edens lustgård och syndafallet är en oljemålning av de flamländska barockkonstnärerna Jan Brueghel den äldre och Peter Paul Rubens. Den målades omkring 1615 och ingår sedan 1822 i Mauritshuis samlingar i Haag. 

## Motivet
Syndafallet är den händelse som omtalas i Första Moseboken i Gamla testamentet då Adam och Eva av ormen förleddes att äta av den förbjudna frukten på kunskapens träd i Edens lustgård. Eftersom Gud förbjudit detta förvisades Adam och Eva från Eden. Bibeln ger ingen antydan om hur frukten från kunskapens träd såg ut, men i kristen tradition antas den vanligen vara ett äpple.   

## Konstnärerna
Jan Brueghel den äldre var son till Pieter Bruegel den äldre och nio år äldre än Rubens. Båda konstnärerna tillbringade flera lärlingsår i Italien där de studerade de italienska renässansmästarna. Brueghel återvände till Antwerpen 1596 och Rubens 1608 där de blev hovmålare 1606 respektive 1609 åt Albrekt VII av Österrike och Isabella Clara Eugenia av Spanien som var ståthållare i Spanska Nederländerna. De var båda framgångsrika målare i sin livstid och drev produktiva ateljéer där många konstnärer var verksamma. De var också nära vänner; Rubens målade Jan Brueghel familjeporträtt och var gudfar till hans barn. De utförde knappt 20 målningar tillsammans. Dylika konstnärssamarbeten var vanliga i 1600-talets Flandern.

## Målningen
Rubens målade först, skissartat och i tunn färg, Adam och Eva, trädet, hästen och ormen. Sedan tog Brueghel sig an landskapet, växterna och djuren, som han målade med stor noggrannhet och detaljrikedom. De något bredare penseldragen i vilka Adam och Eva tecknats kan tydligt urskiljas från de finare dragen i detaljerna hos växterna och djuren, som sköldpaddans skal och leopardens päls. Båda konstnärerna signerade verket: "PETRI PAVLI RVBENS FIGR" är inskrivet till vänster och "IBRUEGHEL FEC." till höger. Detta anger att Rubens har målat figurerna och Brueghel ansvarat för helheten; Rubens insats i färdigställande anses dock vara större än vad inskriptionen antyder. 
Bland tidigare ägare märks Vilhelm V av Oranien från 1766. Hans samling ställdes ut på Galerij Prins Willem från 1774, konfiskerades av Napoleons franska invasionsarmé 1795 och övergick 1822 till Mauritshuis.

## Relaterade målningar av Jan Brueghel den äldre
Brueghel målade blommor, landskap och Edens lustgård i emaljliknande målningar, något som gav honom smeknamnet "Sammetsbruegel". Han utförde med elegant detaljrikedom landskap, allegorier och blomstermålningar. Han samarbetade ofta med Rubens, i vars figurmålningar han ofta utförde landskapsbakgrund, djurstaffage eller blomsterdekorationer.

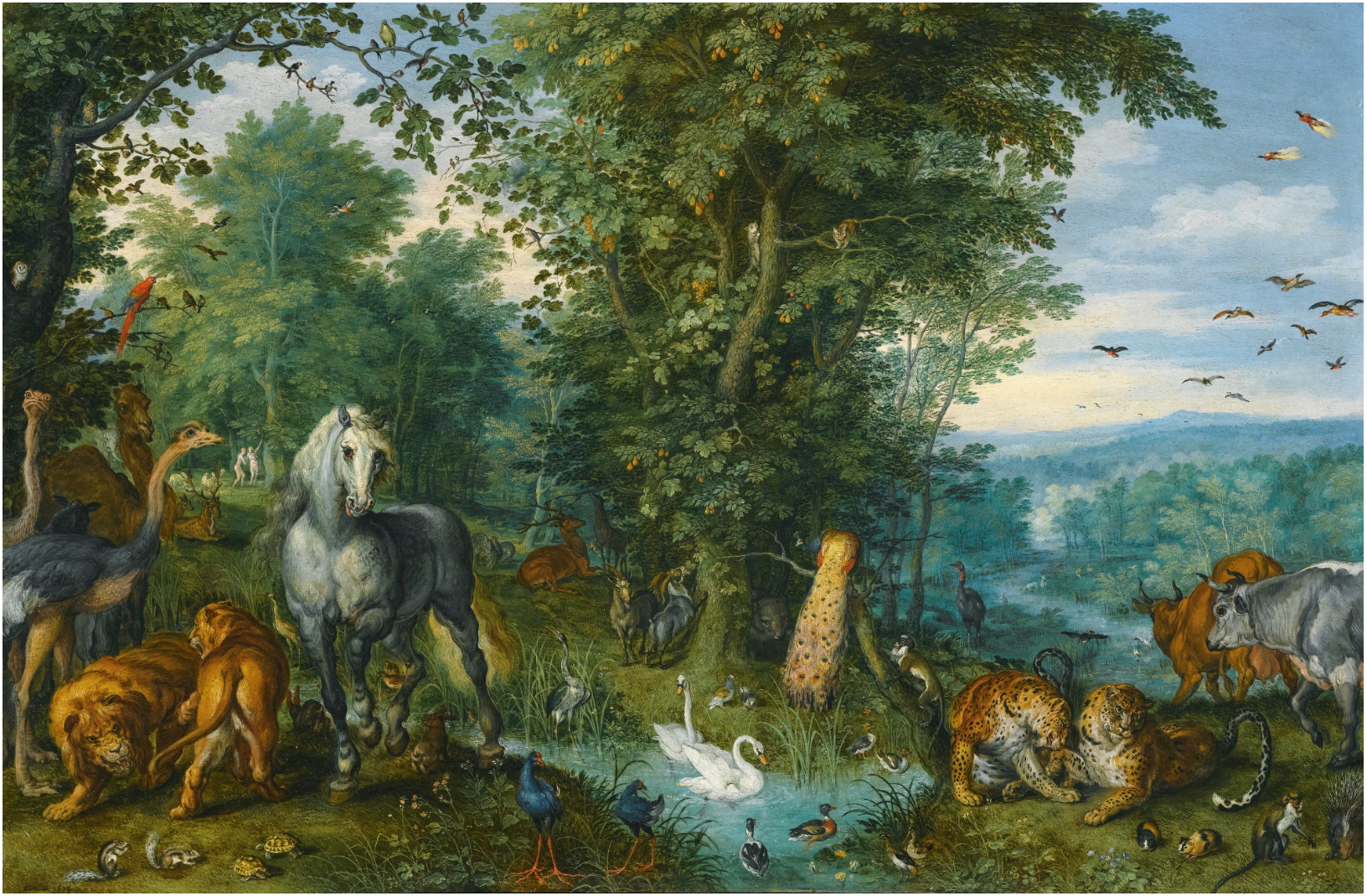
Brueghel, Edens lustgård (cirka 1610–1612), Museo Thyssen-Bornemisza.
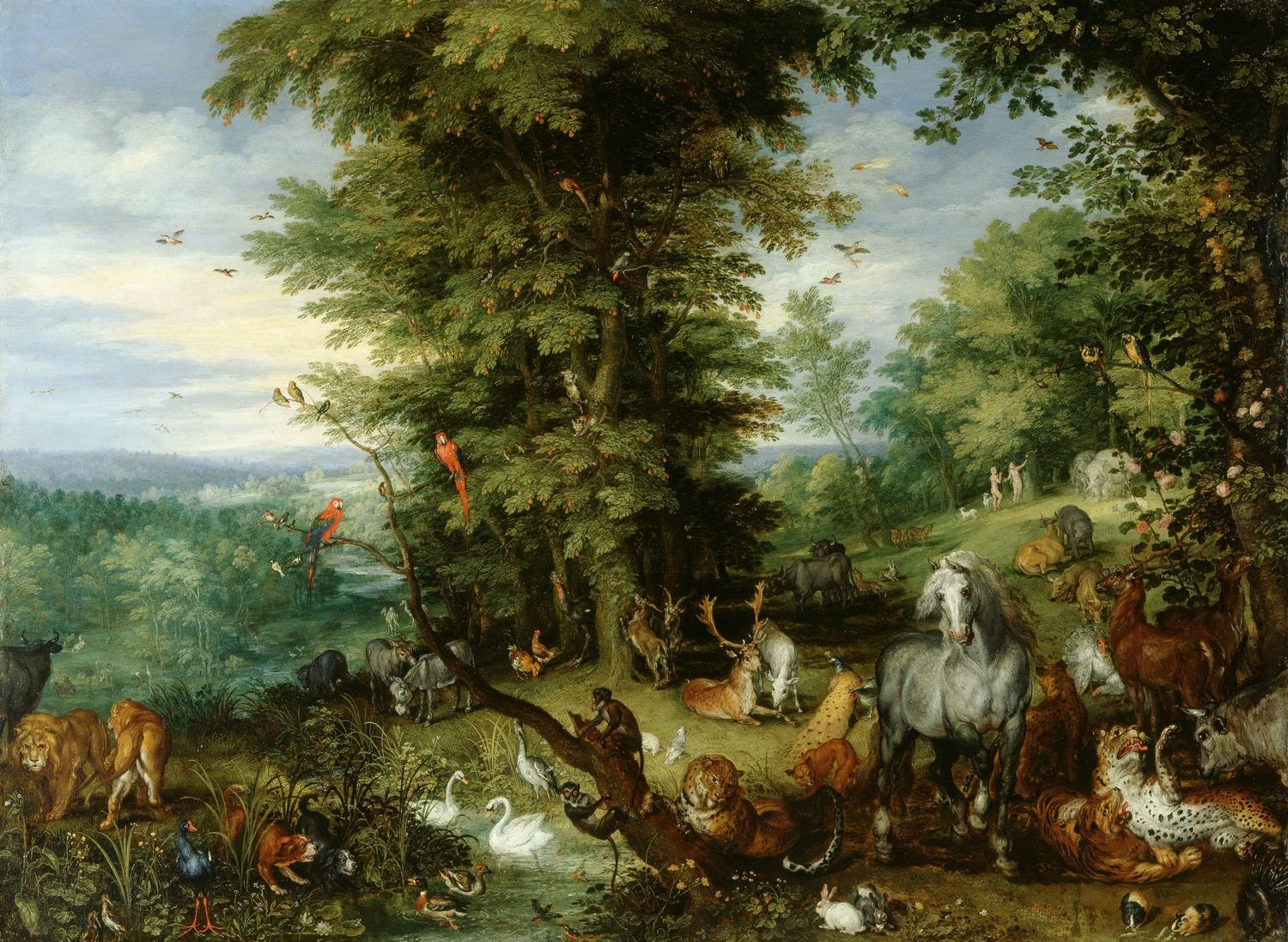
Brueghel, Adam och Eva i Edens lustgård (1615, 49 x 66 cm), Hampton Court Palace. Den förvärvades 1750 till den kungliga samlingen i Storbritannien av Fredrik, prins av Wales.
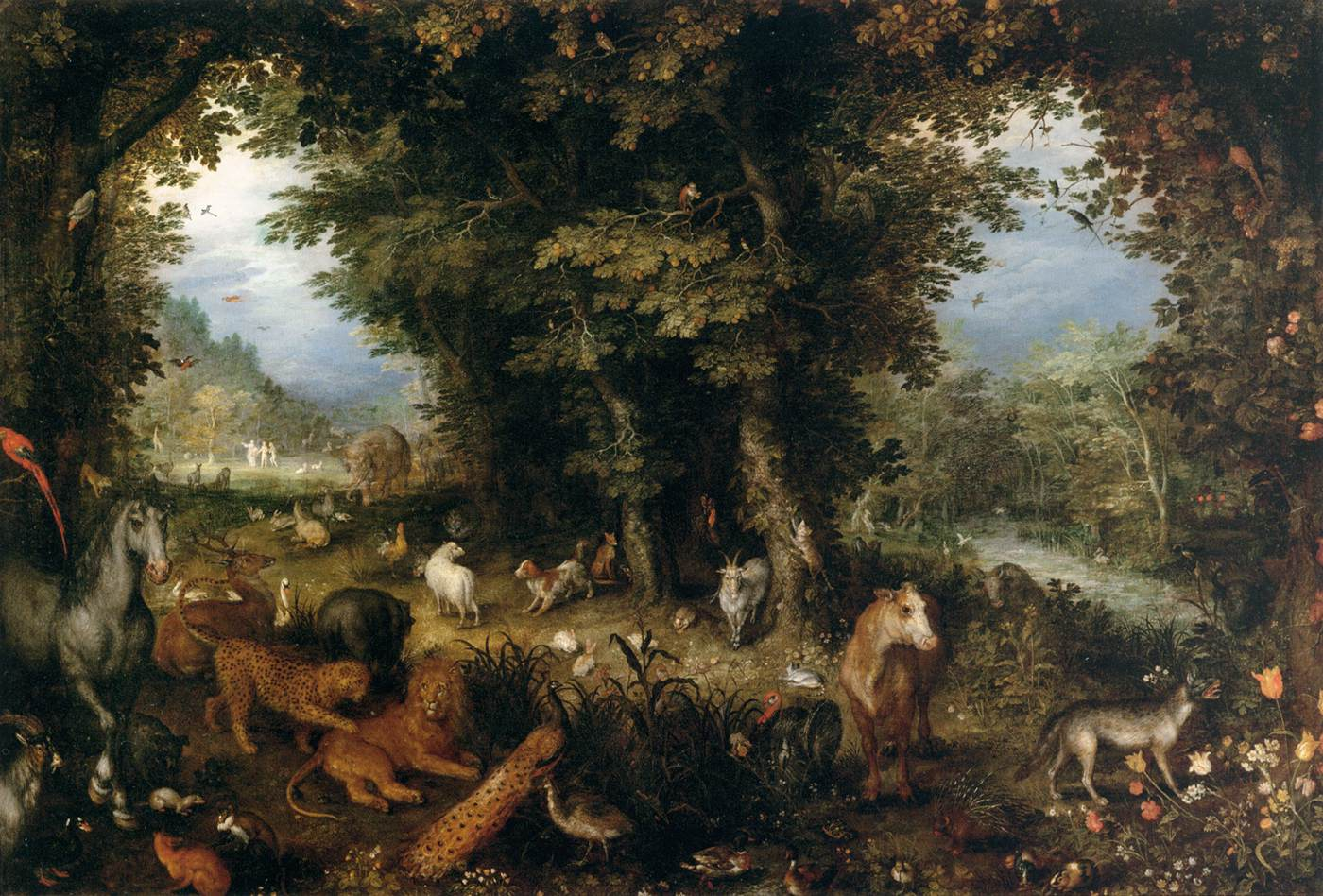
Brueghel, Det jordiska paradiset" (cirka 1607–1608, 45 x 65 cm), Louvren.

## Relaterade målningar av Peter Paul Rubens
Rubens målade ytterligare två tavlor med Adam och Eva som motiv. Versionen på Rubenshuis i Antwerpen utfördes cirka 1598–1600 och är en kopia av Rafael. Versionen på Pradomuseet målades 1628–1629 och är en kopia av Tizian (också utställd på Pradomuseet).

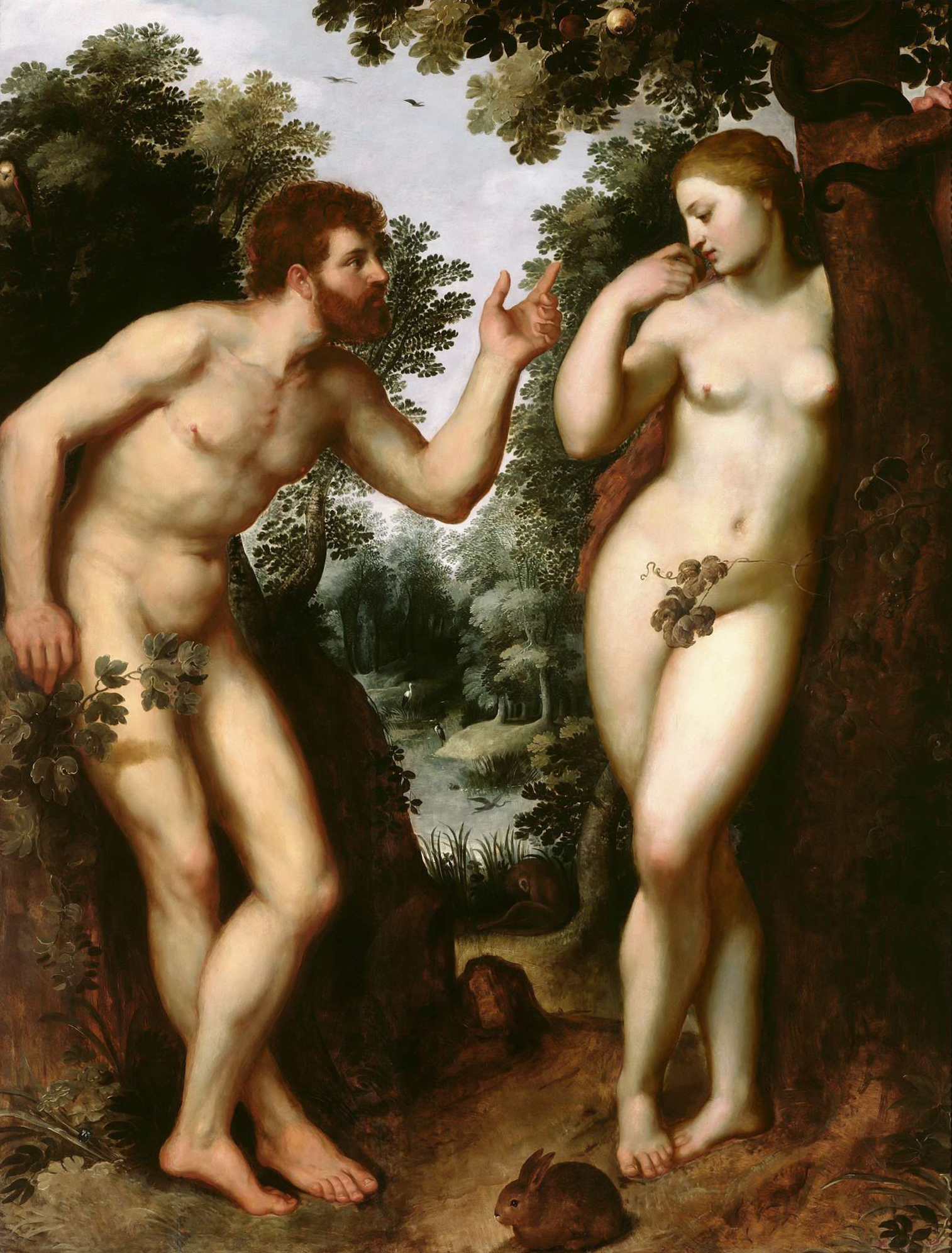
Rubens Adam och Eva (1598–1600, 182,5 x 140,7 cm), kopia av Rafael, utställd sedan 1967 på Rubenshuis.
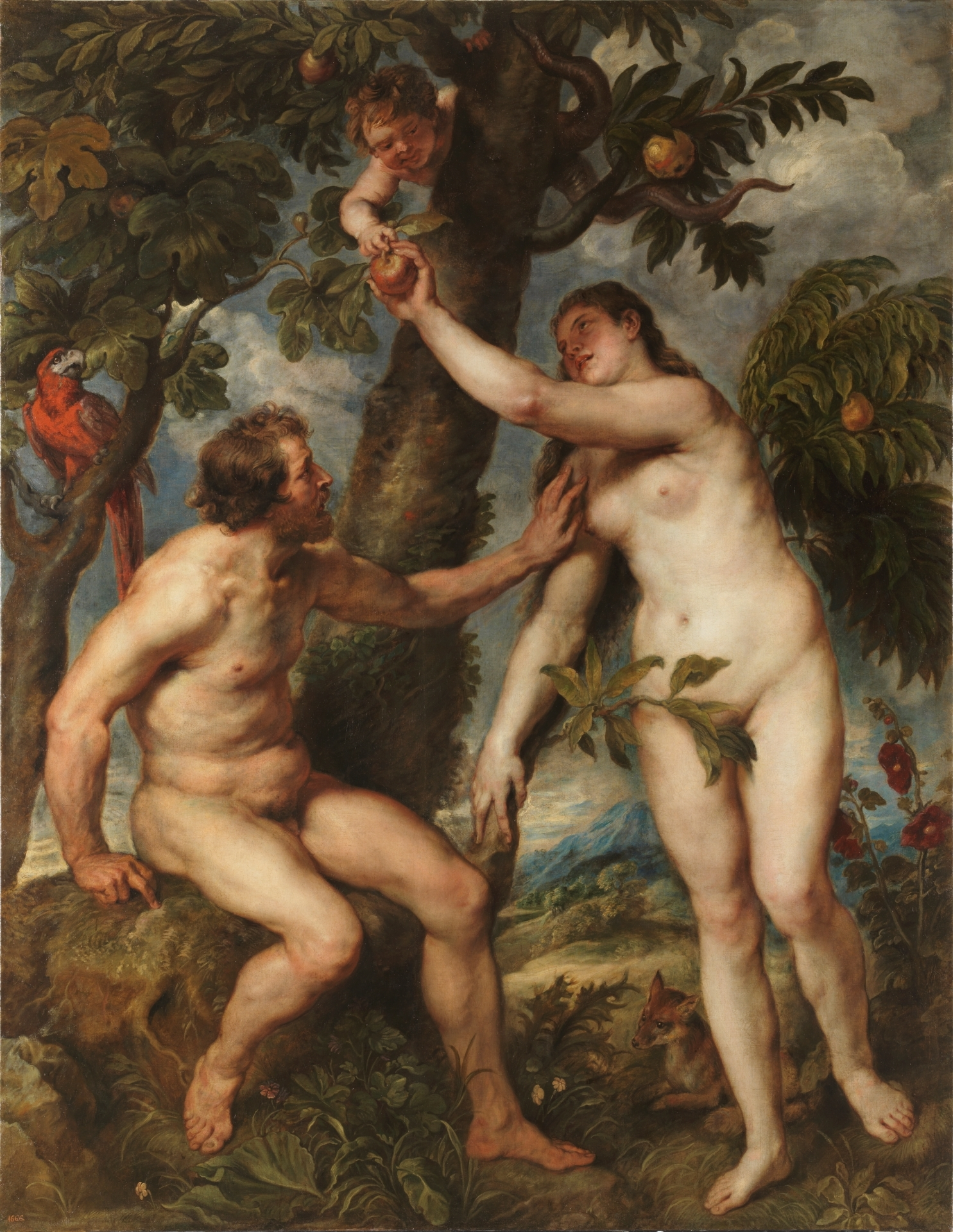
Rubens Adam och Eva (1628–1629), kopia av Tizian, utställd på Pradomuseet.
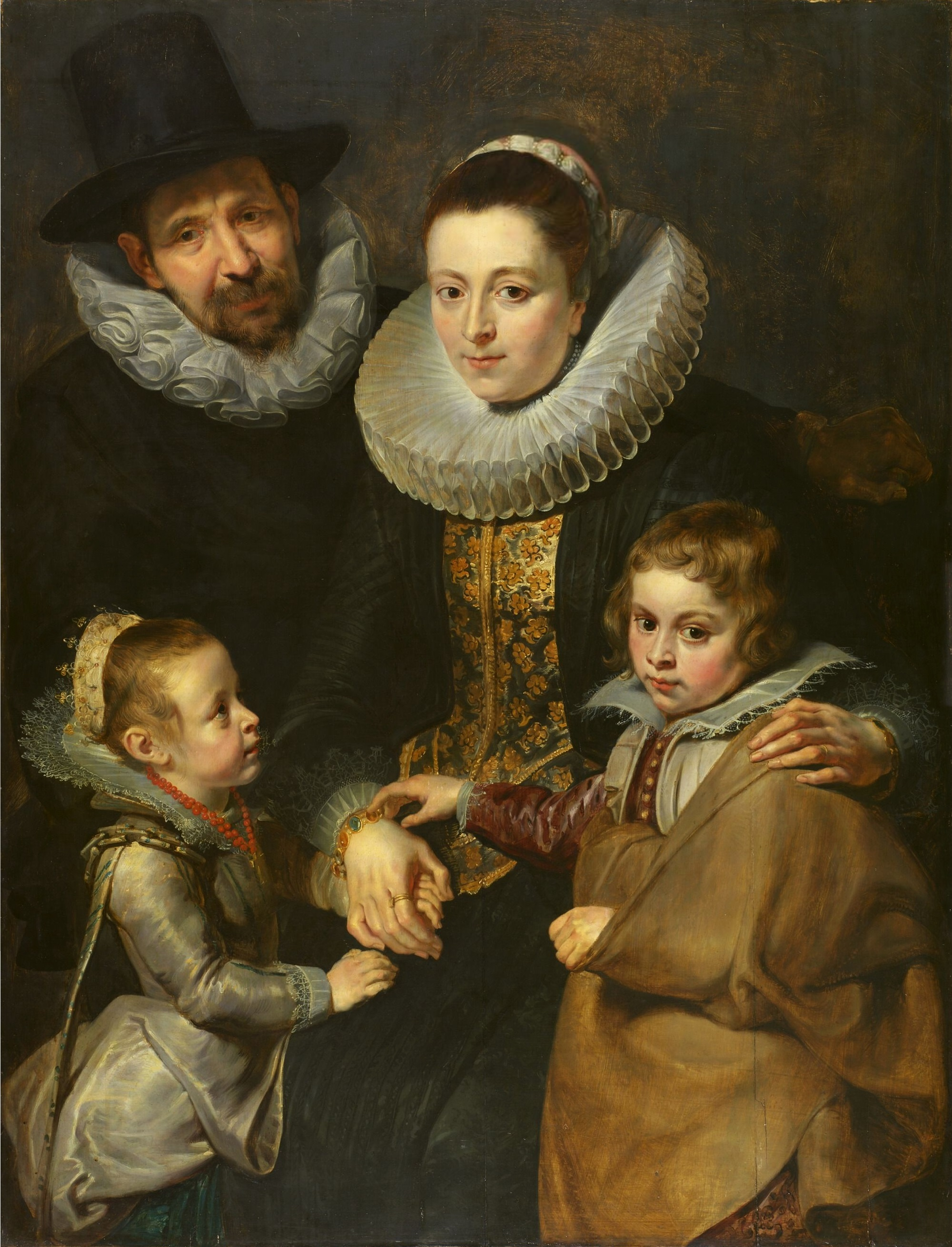
Rubens Jan Brueghel den äldres familj (1613–1615, 125 x 95 cm), Courtauld Institute of Art.